# Vestkirken
|  | Opslagsordet har også en anden betydning, se Vestkirken (Ballerup). |
Vestkirken er en fællesbetegnelse for den romersk-katolske kirke og forskellige protestantiske kirkesamfund, der til sammen traditionelt har været den dominerende form for kristendom i Vest- og Centraleuropa og hele den vestlige halvkugle. Begrebet står i modsætning til Østkirken som består af de orientalske og østlig-ortodokse kirkesamfund.

## Ekstern henvisning
- Den Store Danske: vestkirken

| Kristendom | Spire Denne artikel om kristendom er en spire som bør udbygges. Du er velkommen til at hjælpe Wikipedia ved at udvide den. |